# بنفشه ساحلی
 بنفشه ساحلی(نام علمی: Viola pedatifida) نام یک گونه از سرده بنفشه است.